# Vaccinium duclouxii
Vaccinium duclouxii là một loài thực vật có hoa trong họ Thạch nam. Loài này được (H. Lév.) Hand.-Mazz. miêu tả khoa học đầu tiên năm 1925.